# Garcia IV Odnowiciel
García IV Odnowiciel  (ur. 1110, zm. 21 listopada 1150 w miejscowości Lorca, nazywany również Garcia IV Ramírez, Garsias Ranimiriz) – król Nawarry w latach 1134–1150 z dynastii Jimenez, pan Monzón i Logroño. Nosił przydomek „Odnowiciel” (hiszp. el Restaurador), który wywodził się stąd, że odnowił w 1134 roku ojczyste królestwo, podległe dotąd królestwu Aragonii.
Garcia urodził się w XII wieku. Jego ojciec Ramiro Sánchez, pan Monzón był synem Sancho Garcésa, będącym synem z nieprawego łoża króla Nawarry Garcii III i bratem króla Nawarry Sancha IV. Jego matka Cristina Rodríguez Díaz de Vivar była córką Cyda.

## Życiorys

### Nowa Nawarra
Kiedy w 1076 nastąpiło połączenie królestw Aragonii i Nawarry, wielokrotnie pojawiały się plany powtórnej niepodległości Nawarry, ale dopiero śmierć Alfonsa I Walecznego (1134) otworzyła drogę do wolnego państwa. Wtedy to Garcia powołując się na swe królewskie, choć nieprawe, pochodzenie od Garcii III, ogłosił restaurację tego królestwa Nawarry pod swoim berłem. Koronacja odbyła się to w stolicy Nawarry, w miejscowości Pampeluna, gdzie oprócz prostego ludu uzyskał poparcie biskupów i wielu notabli. Następca Alfonsa na tronie Aragonii Ramiro II Mnich początkowo próbował odzyskać wymykającą się mu z rąk Nawarrę i przedstawiając jako swój argument nielegalne pochodzenie Garcii IV od Garcii III, interweniował u samego papieża, lecz ten uznał zwierzchnictwo Odnowiciela nad Nawarrą. Na mocy układu z Vadoluongo (styczeń 1135) Ramiro II uznał władzę Garcii IV w Nawarze. Według treści układu król Ramiro II zachowywał zwierzchność nad Nawarrą, adoptując Garcię IV, jednak jeszcze w tym samym 1135 Garcia IV złożył hołd lenny królowi Alfonsowi VII kastylijskiemu.
W ten sposób Aragonia utraciła władzę nad królestwem Nawarry, zdobytą w 1076, kiedy to król Aragonii Sancho I przyjął tytuł króla Nawarry (jako Sancho V). Ramiro II zdołał jedynie oderwać kilka prowincji baskijskich od Nawarry i przyłączył je do Aragonii.
Nowy władca Nawarry okazał się zręcznym politykiem, gdyż mając przeciwko sobie układ, zdolność honorową i władców innych iberyjskich królestw, obawiających się nowej, silnej Nawarry, doprowadził do odrzucenia warunków pokoju, a nawet został koronowany przez legata papieskiego w Pamplonie.
Przed wrześniem 1135 w Saragossie władca Kastylii Alfons VII uznał tytuł królewski Garcii i w zamian za obietnicę władzy w dwóch niewielkich prowincjach usunął się na boczny tor polityki tej części ziem obecnej Hiszpanii. Garcia wykorzystał to i odbił baskijskie prowincje zdobyte przez króla Aragonii Ramira II. Chcąc zabezpieczyć się przed kastylijską dominacją, Ramiro II zawarł sojusz z hrabią Barcelony – Rajmundem Berengerem IV (Ramonem Berenguerem IV) i zaaranżował zaręczyny hrabiego ze swoją dwuletnią wówczas córką – Petronelą.

### Małżeństwa
W roku 1130, jeszcze przed swoim wstąpieniem na tron, Odnowiciel ożenił się z Małgorzatą de L’Aigle. Urodziła męskiego potomka królowi Garcii IV (król miał kilka kochanek przed małżeństwem a nawet czasem w trakcie jego trwania, ale nie urodziły mu potomków). Był nim Sancho VI, zwany później Mądrym. Królowa urodziła także dwie córki: Blankę (ur. 1133), zamężną z Sanchem III z Kastylii i starszą córkę Małgorzatę (nazwaną tak na cześć swej babki ze strony matki), zamężną później z królem Sycylii Wilhelmem I. Relacje króla Nawarry ze swoją żoną były skrajne: czasem małżeństwo było szczęśliwe, a czasem oddalali się od siebie. Małgorzata tęskniła za rodzinną Francją, a jej mąż zadawał się z różnego rodzaju kochankami. W międzyczasie przyszło na świat kolejne dziecko - Henryk. Pod koniec życia królowej para królewska na stałe się do siebie zbliżyła i żyli dość szczęśliwie do jej śmierci w 1135 roku.
Dnia 24 czerwca 1144, w Leónie, Garcia ożenił się powtórnie, tym razem stanęła z nim na ślubnym kobiercu Urraka Kastylijska, córka z nieprawego łoża króla Alfonsa VII i Guntrody Pérez. Małżeństwo było prawie wyłącznie polityczne. Miało na celu uporządkowanie relacji Nawarry z Kastylią.

### Konfrontacja
W roku 1136 młody władca w decydującym momencie bitwy pod miastem Rioja doprowadził do poddania się wojska kastylijskiego, co było ewidentną zdradą. Niecały rok później sprzymierzył się z królem Portugalii Alfonsem I by doprowadzić do ostatecznego upadku rywala z Kastylii. Mimo tych zdarzeń doprowadził do zawarcia pokoju z Kastylią w latach 1139 oraz 1140. Kolejny raz zmienił obóz dla Nawarry, gdy sprzymierzył się z Kastylijczykami podczas słynnej rekonkwisty. Tym oto sposobem w jego ręce wpadła Almería w roku 1147. Rok wcześniej (1146) okupował Tauste należące do swego odwiecznego wroga - do Aragonii.
Małżeństwem z Urraką Garcia został również w świetle prawa bratem Rajmunda Berengara IV,za którego chciał wydać Blankę lecz sam zmarł rok później, zanim zrealizował swe plany.

### Potomstwo
- z Małgorzatą de L’Aigle:
  - Margareta (1128–1183)
  - Sancho VI Mądry (1133–1194)
  - Blanka (1133–1156)
  - Henryk Montescaglioso (? – 1167)
- z Urraką Kastylijską:
  - Sancha (1147–1172)

### Śmierć i dziedzictwo
García zmarł 12 listopada 1150 w Lorce, niedaleko Estelli, tam gdzie wcześniej wybudował katedrę Santa María in Pamplona. Po nim władzę przejął jego najstarszy syn. Razem ze swą drugą żoną miał jedną córkę o imieniu: Sancha, która zaś wyszła za Gastona V.
Zbudował monaster w Sant María de La Oliva w Carcastillo. Garcia słynął jako miłośnik architektury romańskiej, którą w większości stosował w swych budowlach.